# Transect

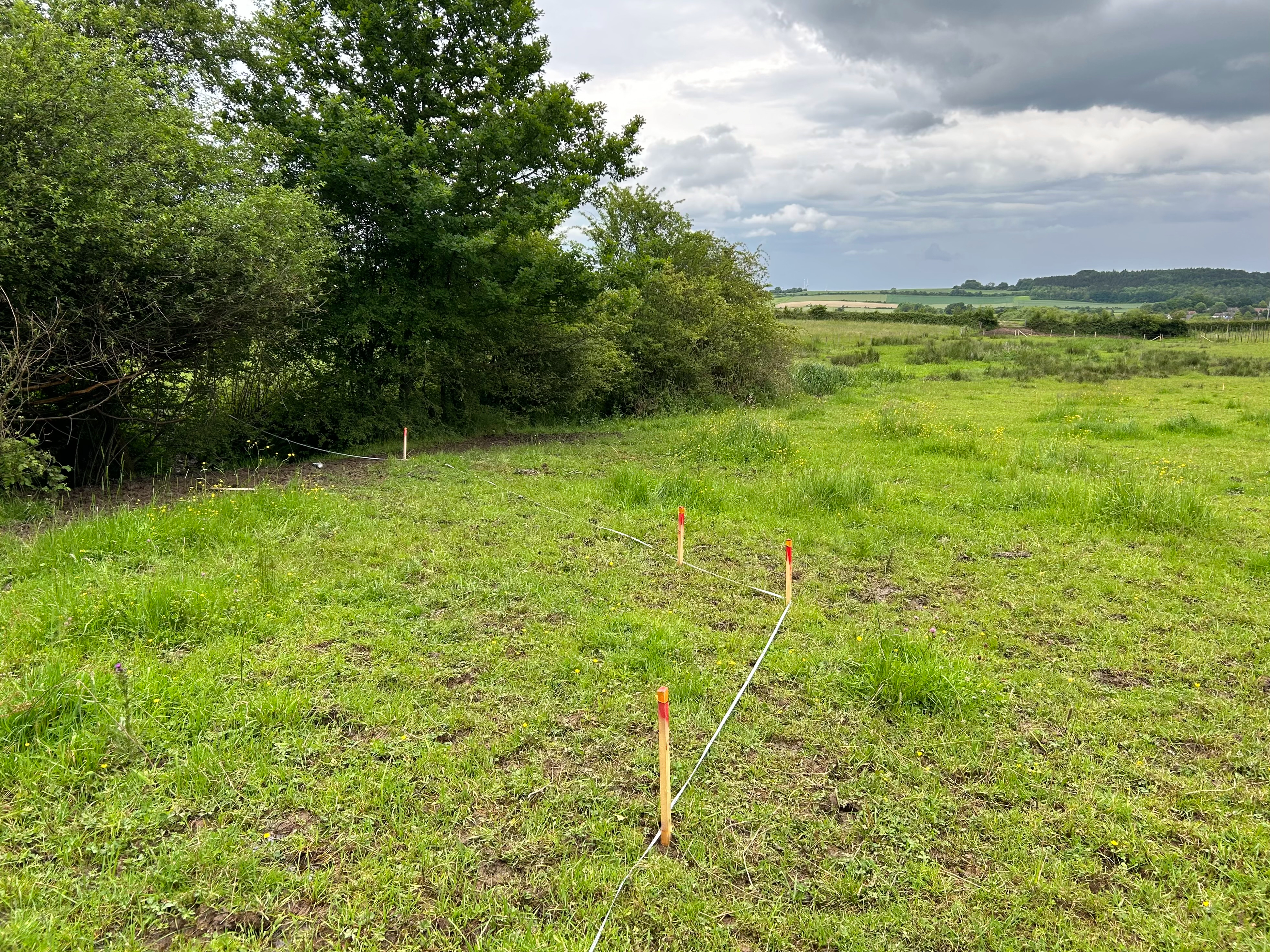
Een gedeelte van een transect door het Selzerbeekdal.

Een transect is een uitgezet lijn(stukken)verloop waarlangs ecologisch onderzoek wordt verricht middels het in eerste instantie structureel registreren van hetgeen dat onderzocht wordt. Het betreft een vastliggende lijn waarop over de gehele lengte of op bepaalde punten ervan bepaalde de taxa en hun abundantie worden genoteerd die daar worden aangetroffen. Vaak gaat het om vegetatieopnamen langs het transect, maar ook in faunistisch onderzoek worden transecten gebruikt zoals bijvoorbeeld in de entomologie. In het veld wordt om deze lijn weer te geven doorgaans een meetlint gehanteerd, die met gps-plaatsbepaling op de juiste plaats wordt gespannen. Transectonderzoek wordt vooral gebruikt om veranderingen of verlopen in het onderzoeksgebied te monitoren.

## Fotogalerij

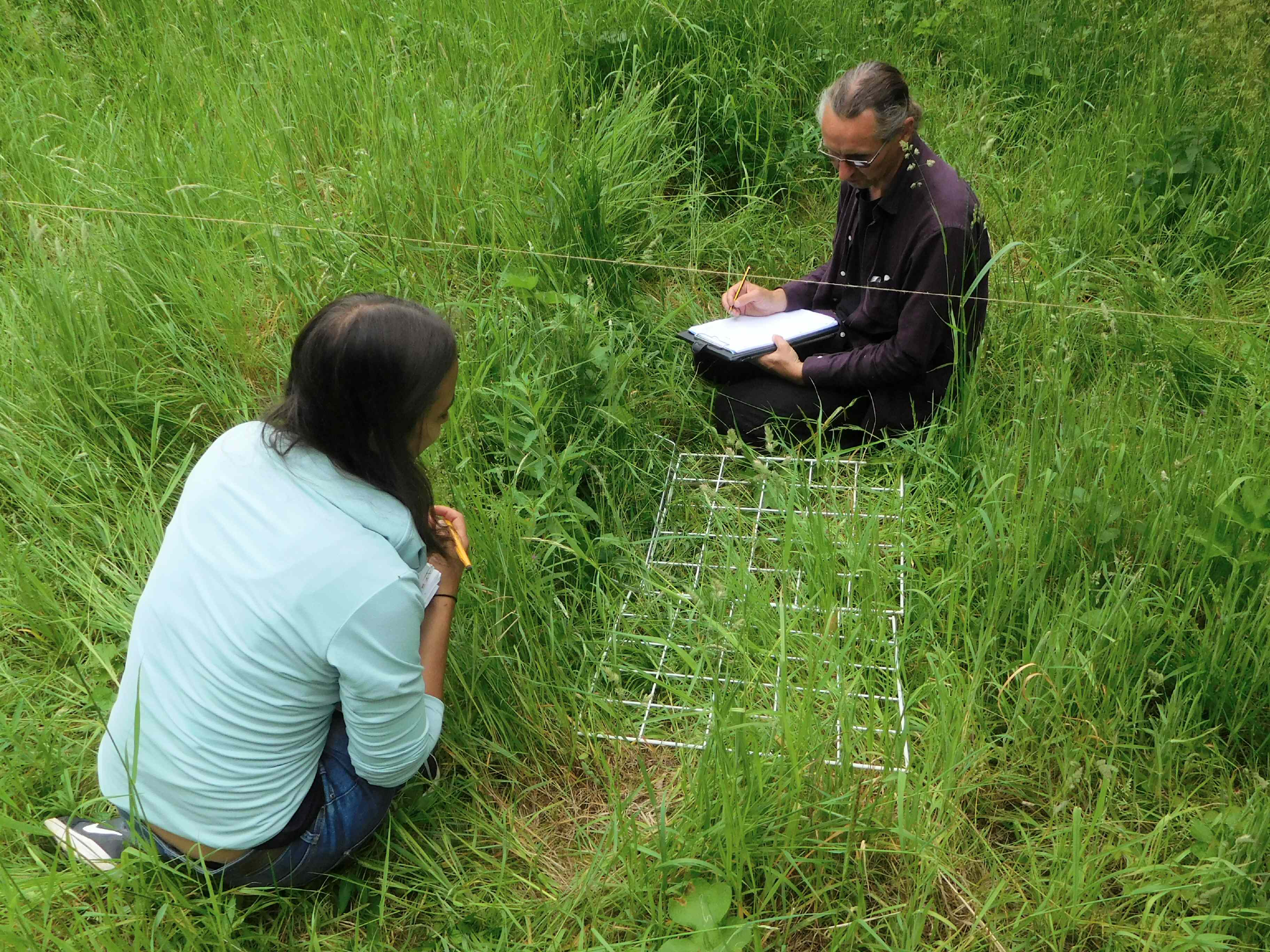
Twee ecologen die een releve maken in een transect voor mierenonderzoek
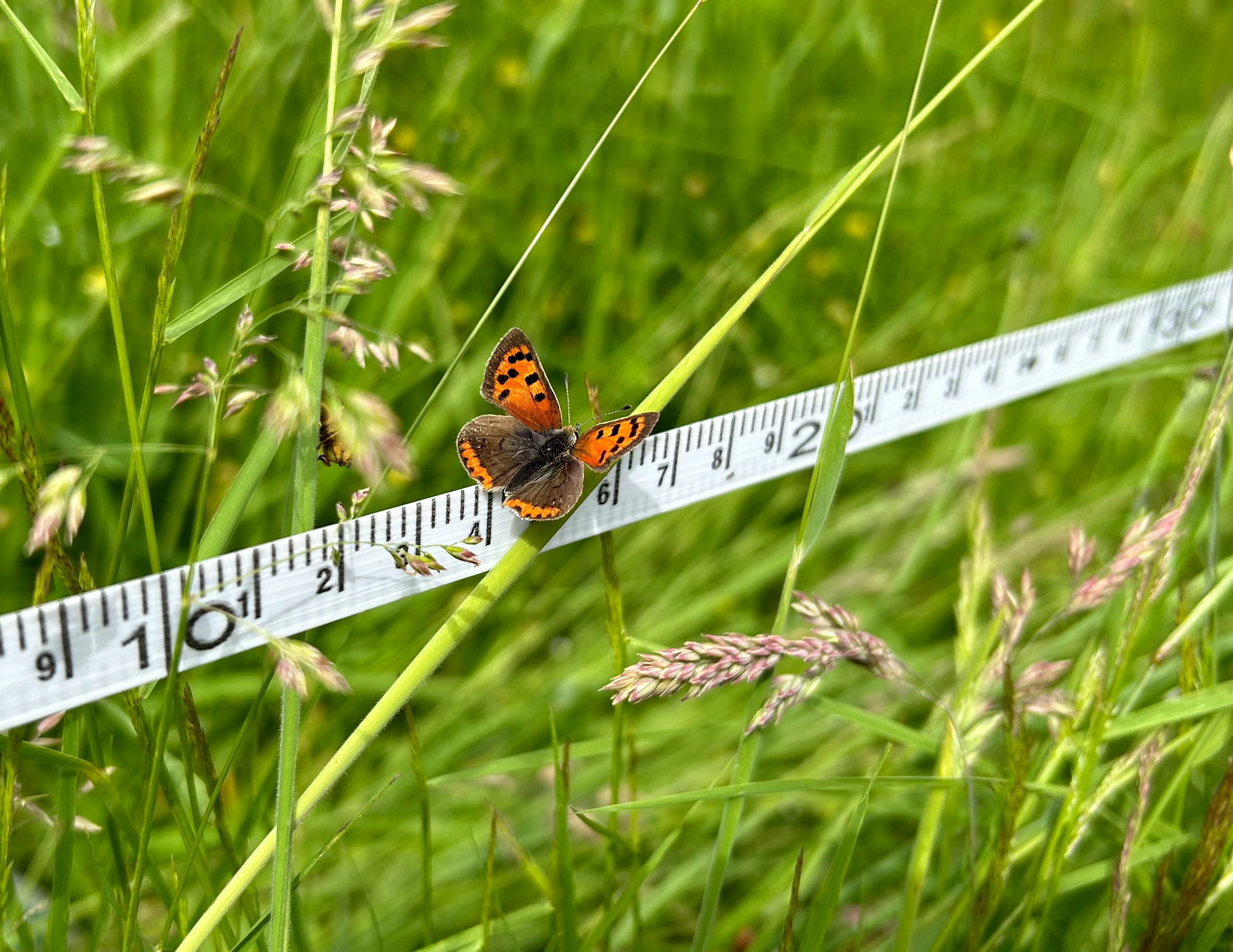
Een kleine vuurvlinder op een transectmeetlint door hooiland van de glanshaver-orde
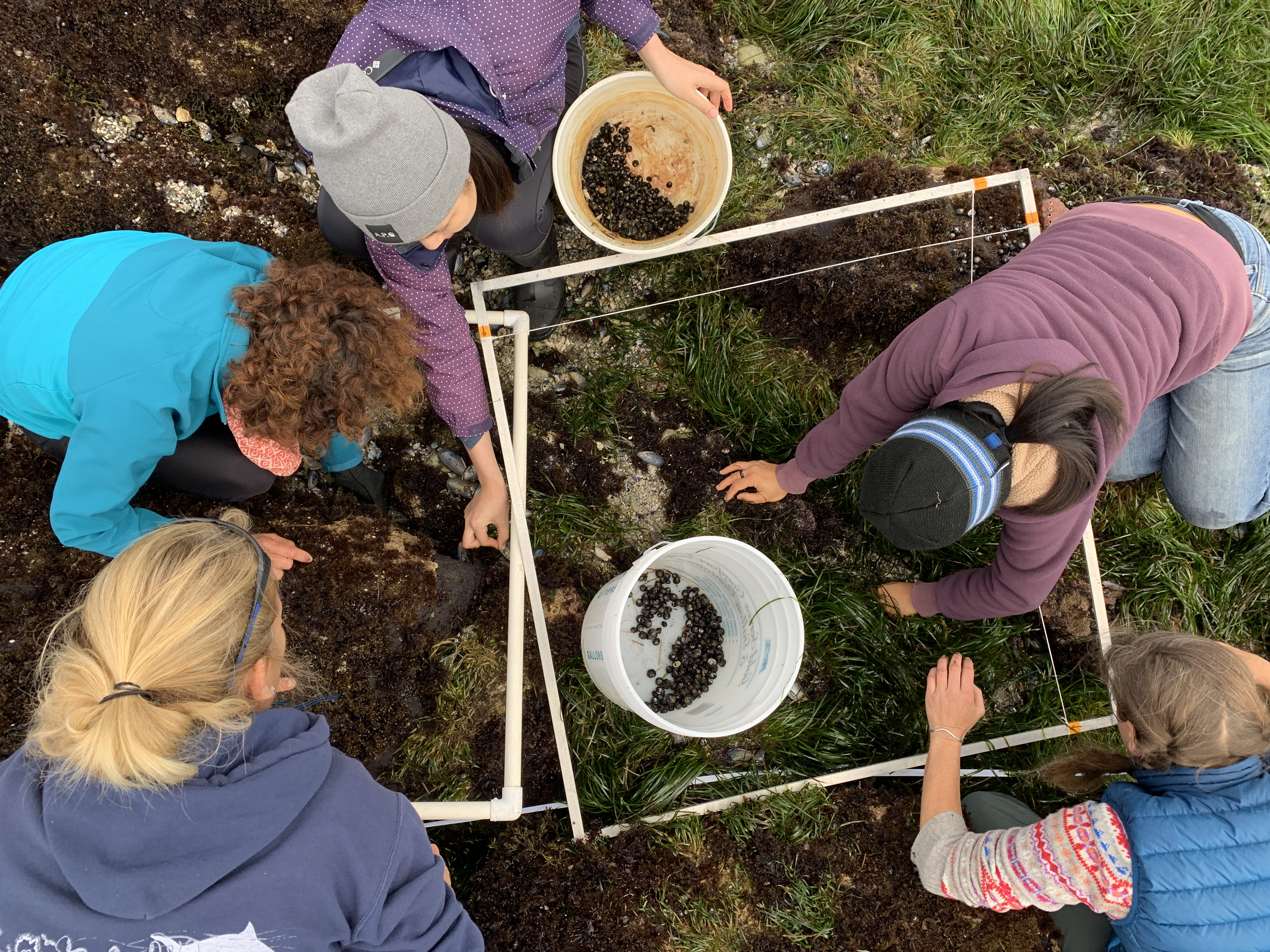
Vijf mariene biologen tijdens transectonderzoek
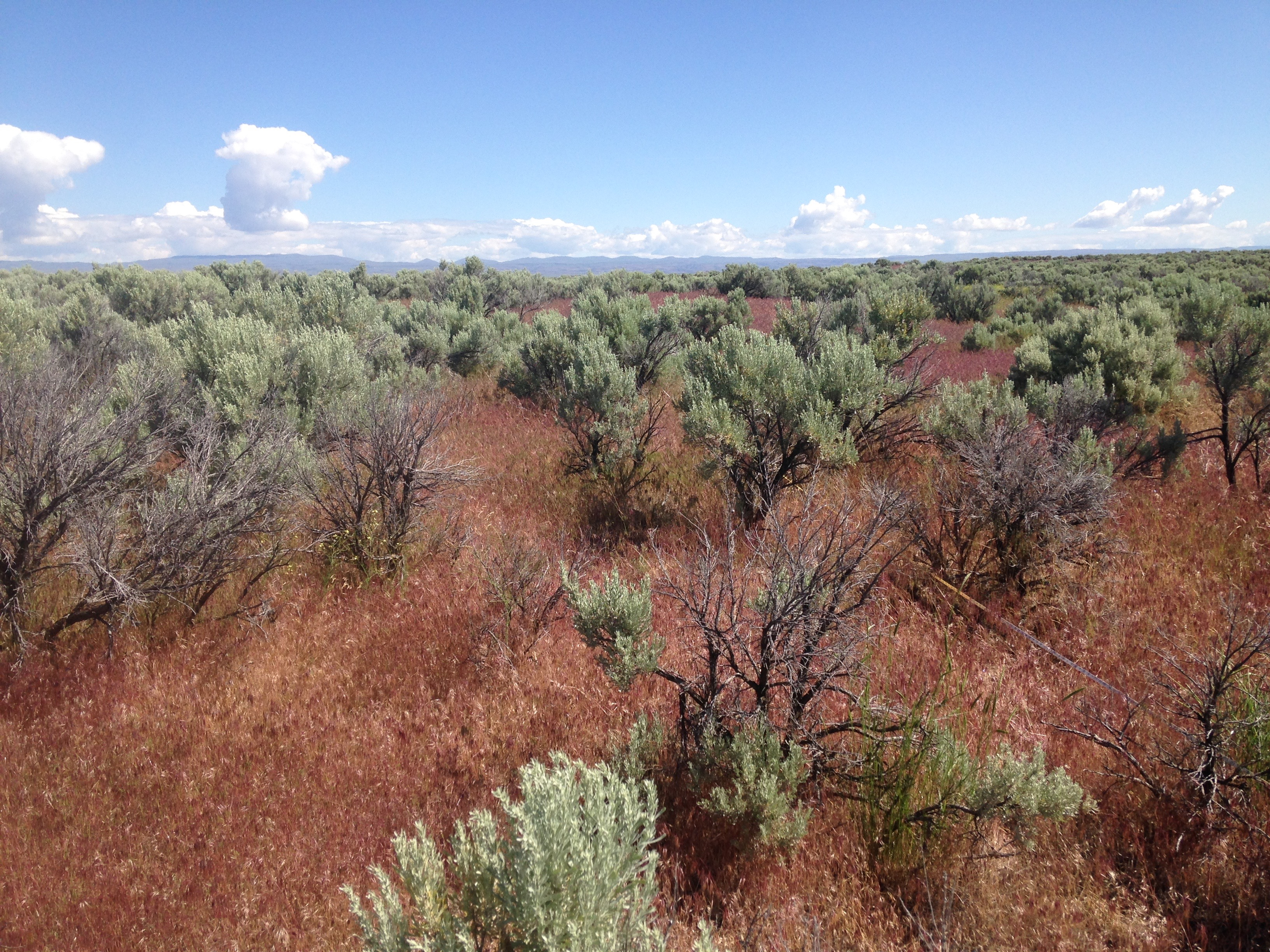
Een transect door een struweel dat is vergrast door zwenkdravik
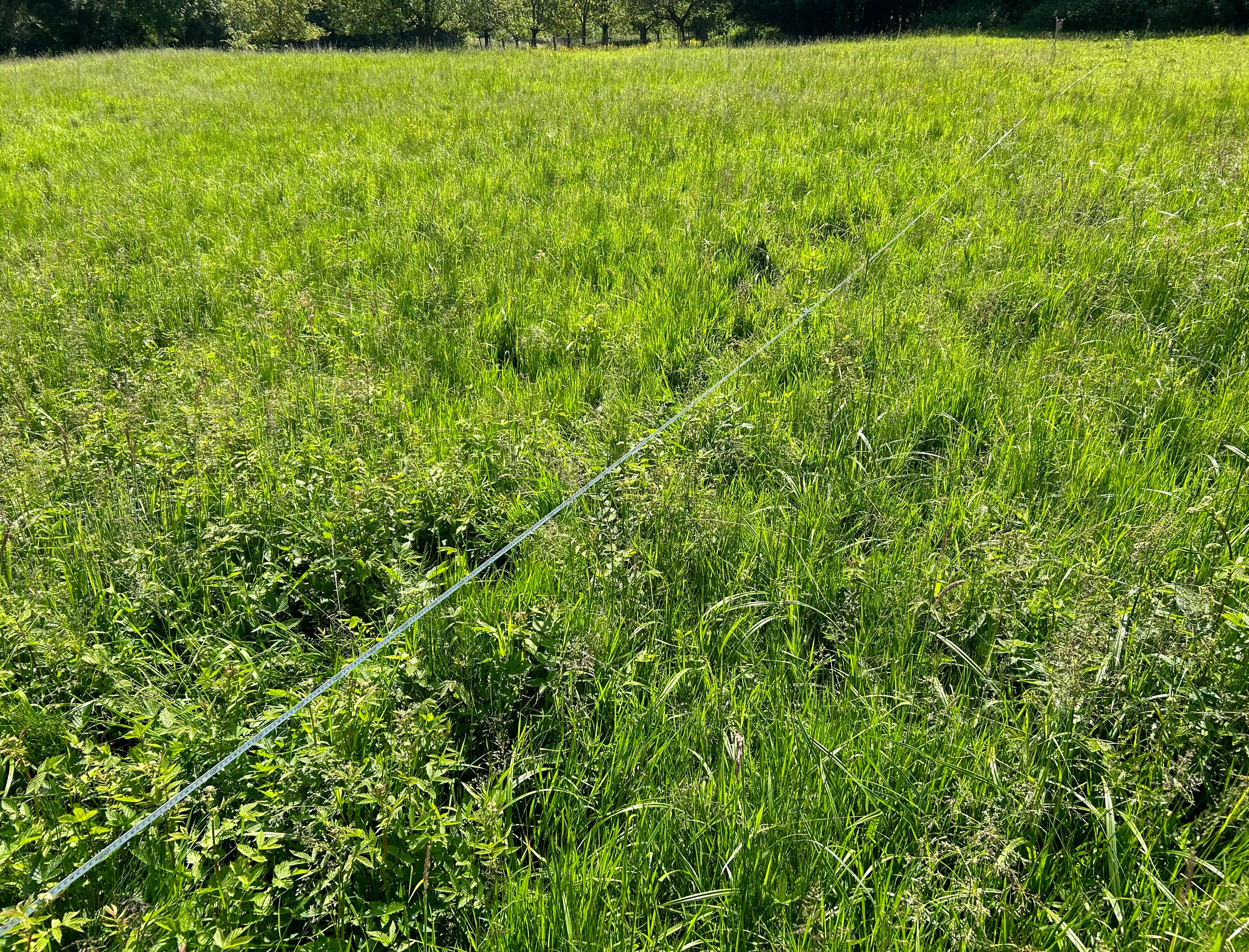
Een transect door de bosbies-associatie